# Територіальна оборона «Азов»
Територіальна оборона «Азов» — сукупність підрозділів територіальної оборони, створені ветеранами та прихильниками бригади «Азов» та Національного корпусу.

## Історія
Починаючи з січня 2022 року ветерани полку «Азов» почали проводити військові вишколи для цивільних під лозунгом «Не панікуй! Готуйся!»

## ТрО «АЗОВ-Київ»

Нарукавний знак ССО «Азов-Київ»

У лютому 2022 року, з початком російського вторгнення, для оборони столиці було з добровольців створено підрозділ ТрО «АЗОВ-Київ».
У лютому-березні 2022 року підрозділ брав активну участь в обороні Києва та Київської області.
Бійці підрозділу територіальної оборони «Азов» разом з іншими підрозділами звільняли від окупантів Васильків, Ворзель, Ірпінь, Бучу, Гостомель, Пущу-Водицю, Лютіж, Горенку, Стоянку та Мощун. 10 березня спільно з 72-ю бригадою ЗСУ в околицях Броварів біля села Скибин влаштували засідку та розгромили колону БТГр 6-го танкового полку 90-ї танкової дивізії армії РФ. Перехоплені переговори російських офіцерів засвідчили, що ЗС РФ втратили майже цілий полк, а його командира, полковника Андрія Захарова, було вбито. Також було знищено 5 танків та захоплена ворожа документація, зокрема, список особового складу 6-й танкового полку. Внаслідок значних втрат БТГр 6-го танкового полку разом із БТГр 239-го танкового полку 90-ї танкової дивізії були змушені припинити просування в бік Києва та поспішно відступити.
У березні 2022 року під керівництвом ГУР МО провів таємну операцію для авіапрориву блокади Маріуполя по доставці на гелікоптерах в заблоковане російськими силами місто підкріплення, озброєння та ліків для поранених і евакуацію тяжкопоранених бійців. Зокрема, для посилення оборони Маріуполя гвинтокрилами було перенаправлено 72 бійців «Азову». Крім того, під командуванням ГУР відбулася спроба з деблокади Маріуполя. Під час операції з Гуляйполя в бік Маріуполя вирушив підрозділ бійців на бронетехніці, зокрема й азовці, що мав прорватись у місто. Але пройшовши близько 10-15 км, група мусила відступити.
9 березня 2022 року підрозділ територіальної оборони «Азов» був переформатований в окремий полк спеціального призначення Збройних сил України «Азов».

## ТрО «АЗОВ-Прикарпаття»

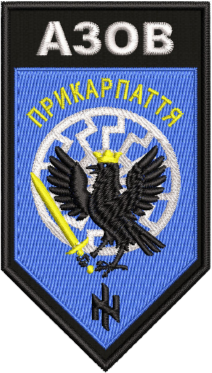
Нарукавний знак підрозділу ТрО «АЗОВ-Прикарпаття»

З початком повномасштабного вторгнення було створено підрозділ ТрО «АЗОВ-Прикарпаття». Станом на 28 березня в підрозділ долучилось півтори сотні людей.
В березні бійці вирушили боронити столицю в лавах тероборони, а згодом підрозділ долучився до полку ССО «АЗОВ-Київ» (3 ОШБр).

## ТрО «Полтава»

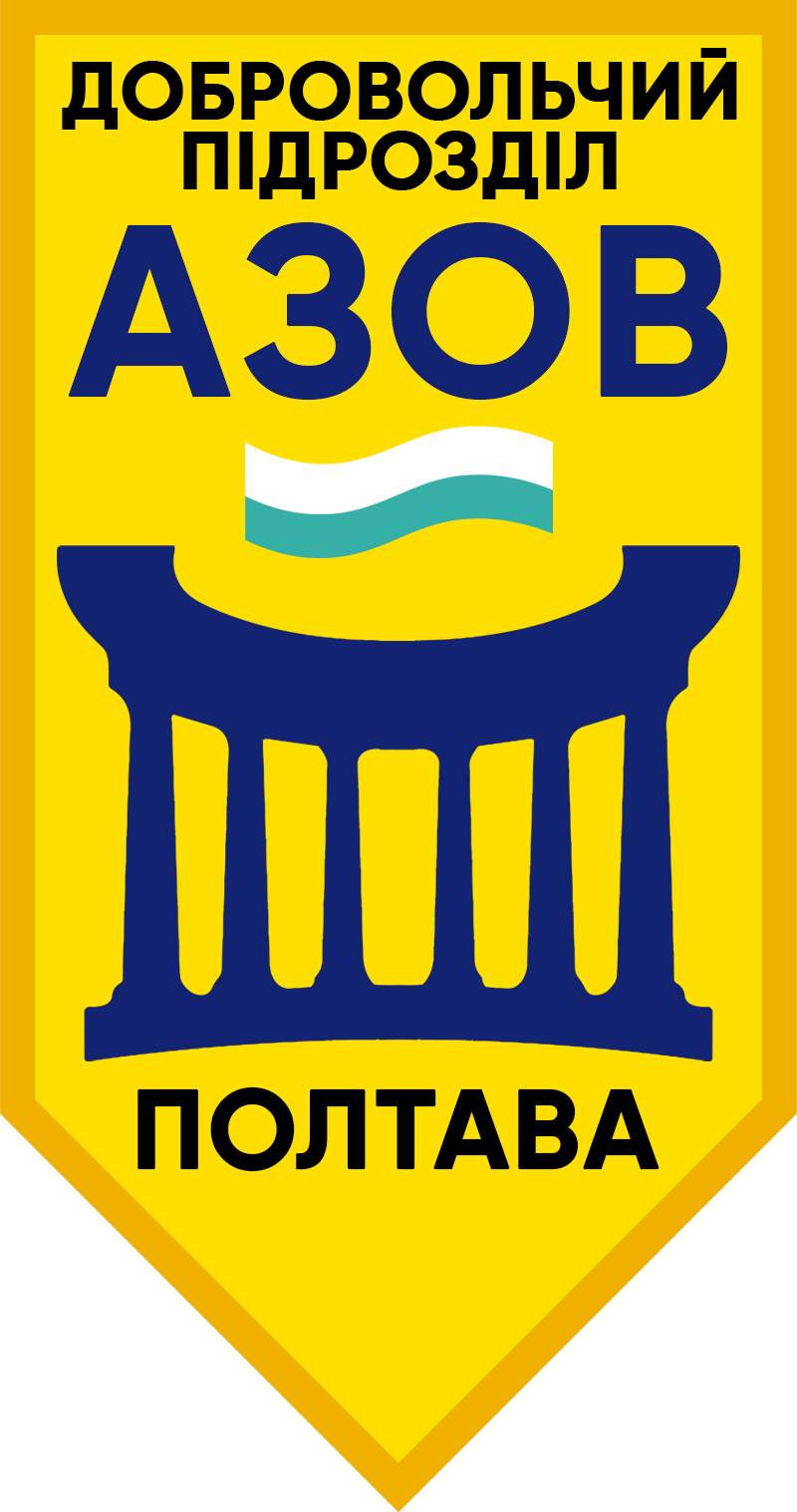

Підрозділ було сформовано на початку російського вторгнення в Україну, підрозділ воював на Сумському та Черніговському напрямках.
Згодом підрозділ долучився до ССО "АЗОВ-Харків".

## ТрО «АЗОВ-Дніпро»

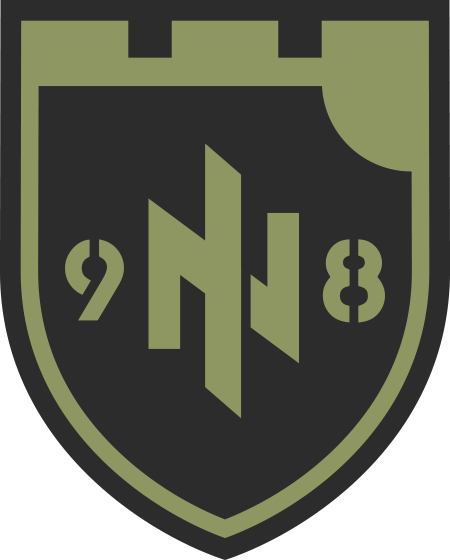
Нарукавний знак підрозділу ТрО «АЗОВ-Дніпро»

Підрозділ було сформовано на початку російського вторгнення в Україну.
Під час російського вторгнення в Україну батальйон дислокувався в місті Оріхів Запорізької області в рамках наступальної операції на півдні України. 13 травня 2022 року батальйон оприлюднив кадри нападу на російський військовий пост поблизу Оріхова, де видно кадри знищеного російського складу боєприпасів.
В січні 2023 року батальйон був переформований в 1-й механізований батальйон 3 ОШБр.

## ТрО «АЗОВ-Харків»

Нарукавний знак підрозділів ТрО сформованих з прихильників Полку "Азов" в Харкові

В Харкові ветеранами та прихильниками Полку «Азов» були сформовані 225-й розвідувальний батальйон та 226-й розвідувально-диверсійний батальйон 127-ї бригади територіальної оборони. Ці підрозділи брали участь в обороні Харкова та згодом були переформовані в спецпідрозділи «Kraken» та ССО «ССО «АЗОВ-Харків».

### спецпідрозділ «Kraken»

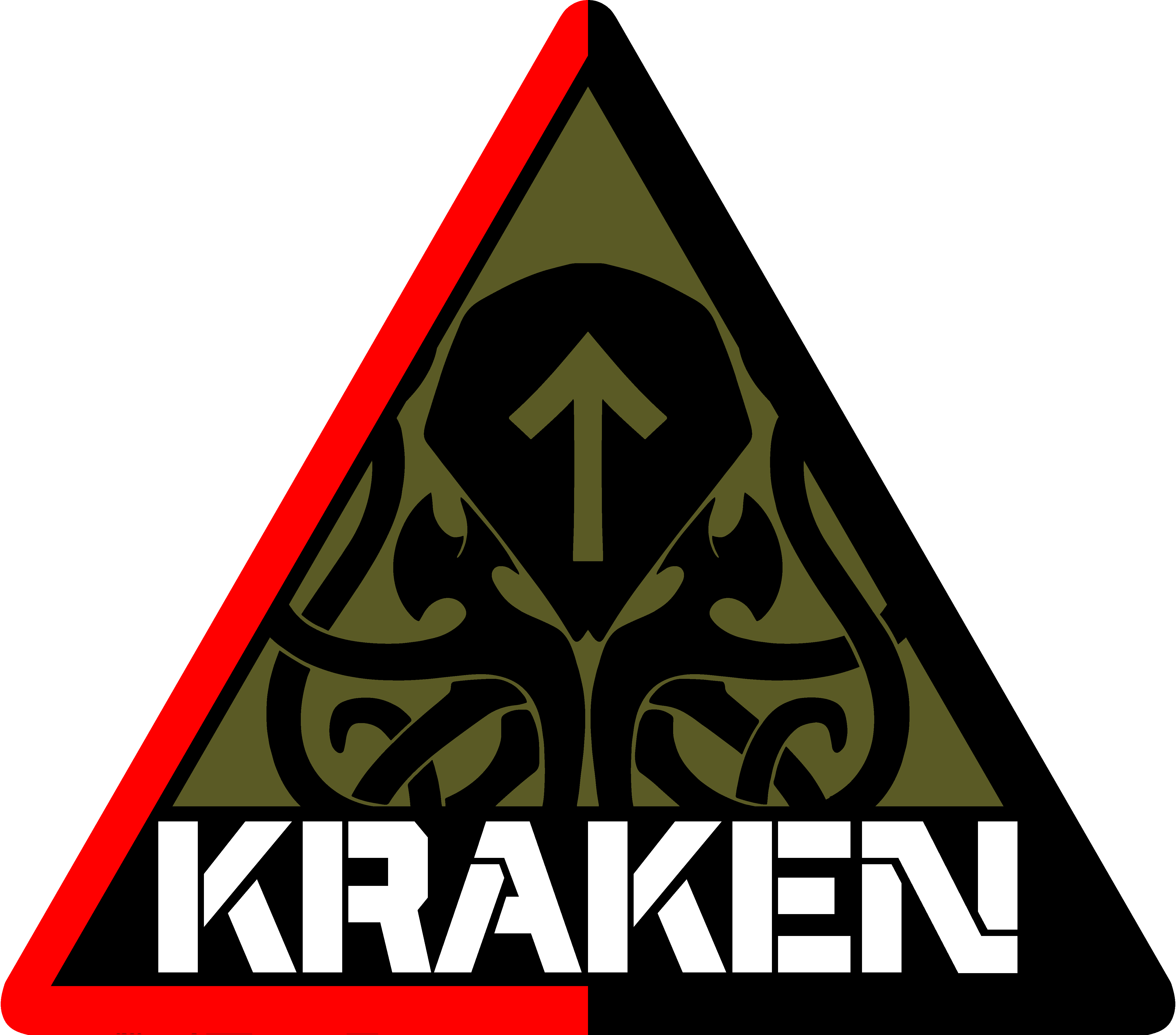
Нарукавний знак спецпідрозділу «Kraken»

«Кракен» — підрозділ, сформований ветеранами полку «Азов», офіцерами Головного управління розвідки України та волонтерами з Харкова. Підрозділ було створено на базі територіальної оборони «Азов» у Харкові, пізніше відомої як 225-й розвідувальний батальйон 127-ї бригади територіальної оборони. Командиром і засновником загону «Кракен» є Костянтин Немічев, колишній боєць полку «Азов», голова Харківського осередку Національного Корпусу..
Починаючи з березня і по жовтень 2022 року включно у Харківській області за участю спецпідрозділу «Kraken» було звільнено:
Вільхівку, Лісне, Руську Лозову, Питомник, Білогорівку (Луганська область), Вербівку, Балаклію, Бородоярське, Морозівку, Савинці, Довгалівку, лівобережну частину Куп'янська, Подоли, Куп'янськ-Вузловий, Ківшарівку, Новоосинове, Глушківку, Колісниківку, Кислівку, Котлярівку.
Також підрозділ брав участь у боях за Харків, Дементіївку, Старий Салтів, Гракове, Залізничне, Кутузівку, Великі Проходи.
На думку керівника ГУР МОУ Кирила Буданова, «Kraken» є «одним із найбільш боєздатних підрозділів» в Україні.

### ССО «АЗОВ-Харків»

Нарукавний знак спецпідрозділу ССО «АЗОВ-Харків»

«Азов-Харків» — другий підрозділ «Азова» з Харкова. Підрозділ було сформовано на базі загону територіальної оборони «Азов» у Харкові, пізніше відомого як 226-й розвідувально-диверсійний батальйон 127-ї бригади територіальної оборони. Командиром і засновником «Азова-Харків» є Сергій Величко, ветеран полку «Азов», один із засновників Харківського осередку Національного Корпусу.
26 вересня 2023 року Азов-Харків поповнився рекрутами та став 97-м окремим механізованим батальйоном у складі 60-ї Окремої механізованої Інгулецької бригади.

## Волинь

Нарукавний знак підрозділу ССО ОЗСП "Любарт"

«Любарт» створили ветерани «Азову» та учасники руху «Центурія» з Волині в перші години широкомасштабного вторгнення. Основна частина підрозділу дислокувалася в Луцьку і готувалася до можливого наступу з Білорусі. Коли стало зрозуміло, що безпосередньої загрози з півночі немає, вони пішли захищати Київ. У травні 2022 року підрозділ приєднано до складу Збройних Сил України — Сил спеціальних операцій.

## Буковина

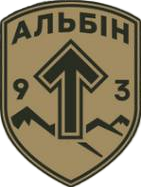
Нарукавний знак підрозділу ТрО «Альбін»

Альбін був сформований Чернівецьким осередком Національного Корпусу, націоналістами з Буковини та добровольцями з Карпат. Від початку повномасштабного російського вторгнення підрозділ забезпечував громадський порядок у Чернівцях, але згодом поїхав обороняти столицю та згодом на схід.